# Alexander Marcus

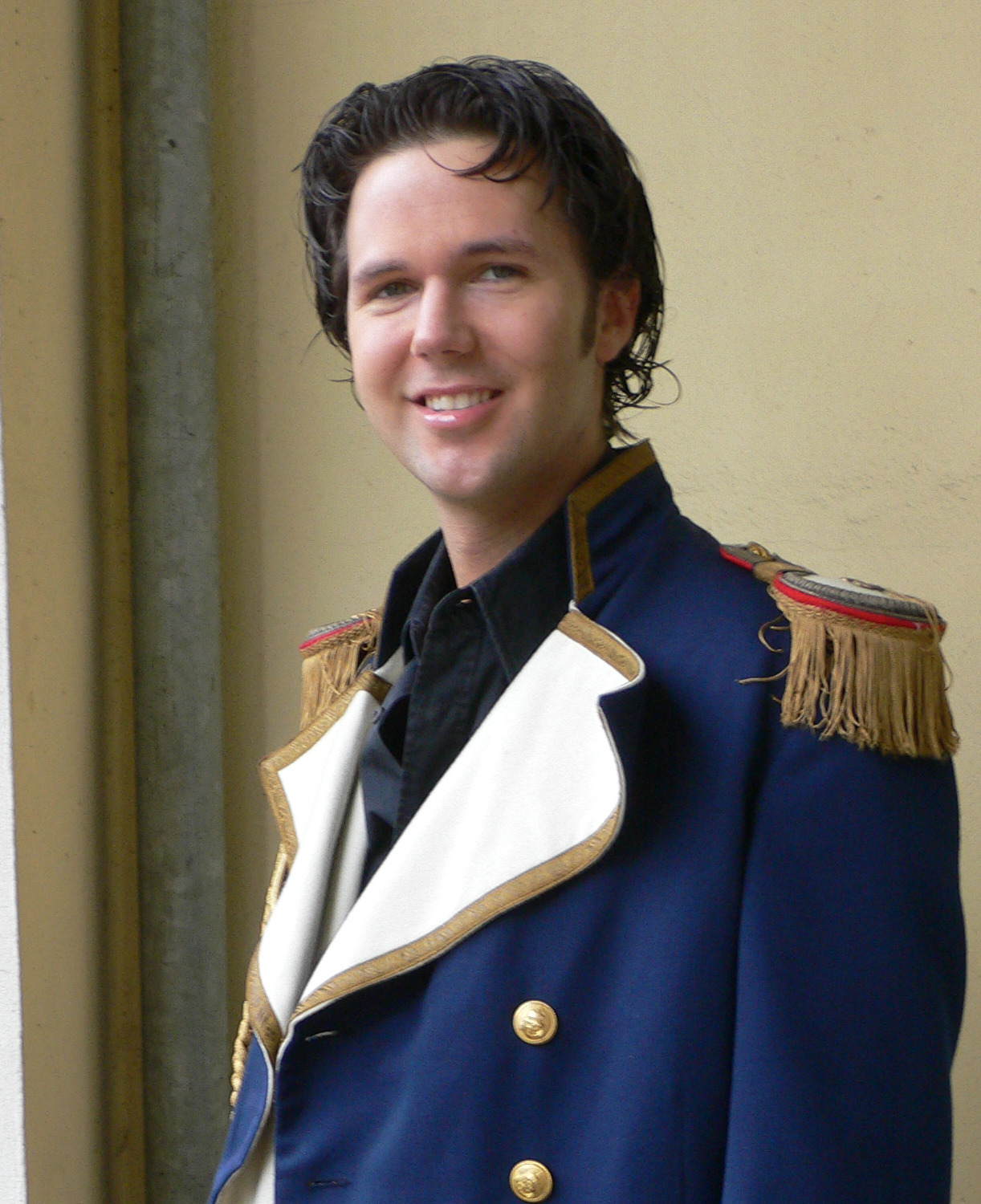
Alexander Marcus (2007)

Alexander Marcus (* 26. Juni 1972 in Berlin; eigentlich Felix Rennefeld) ist ein deutscher Musikproduzent, Sänger, Entertainer, Filmproduzent, Drehbuchautor und Schauspieler.

## Leben
Marcus gab in verschiedenen Interviews zu Fragen zu seinem Leben gerne skurrile, widersprüchliche Antworten. Diverse Medien stellten Alexander Marcus daraufhin als Kunstfigur dar, eine Interpretation seiner Person, der Marcus später widersprach. Details zu seiner echten Biografie gibt er ungern preis. Noch unter seinem echten Namen Felix Rennefeld produzierte er ab Ende der 1990er-Jahre House-Musik. Die größere Popularität erreichte er aber mit den Veröffentlichungen als Alexander Marcus. Marcus unterzeichnete einen Vertrag bei Kontor Records und veröffentlichte am 6. Juni 2008 sein Debütalbum Electrolore, auf dem sich auch ein Gastbeitrag von Frauenarzt & Manny Marc befindet.

## Stil und Rezeption

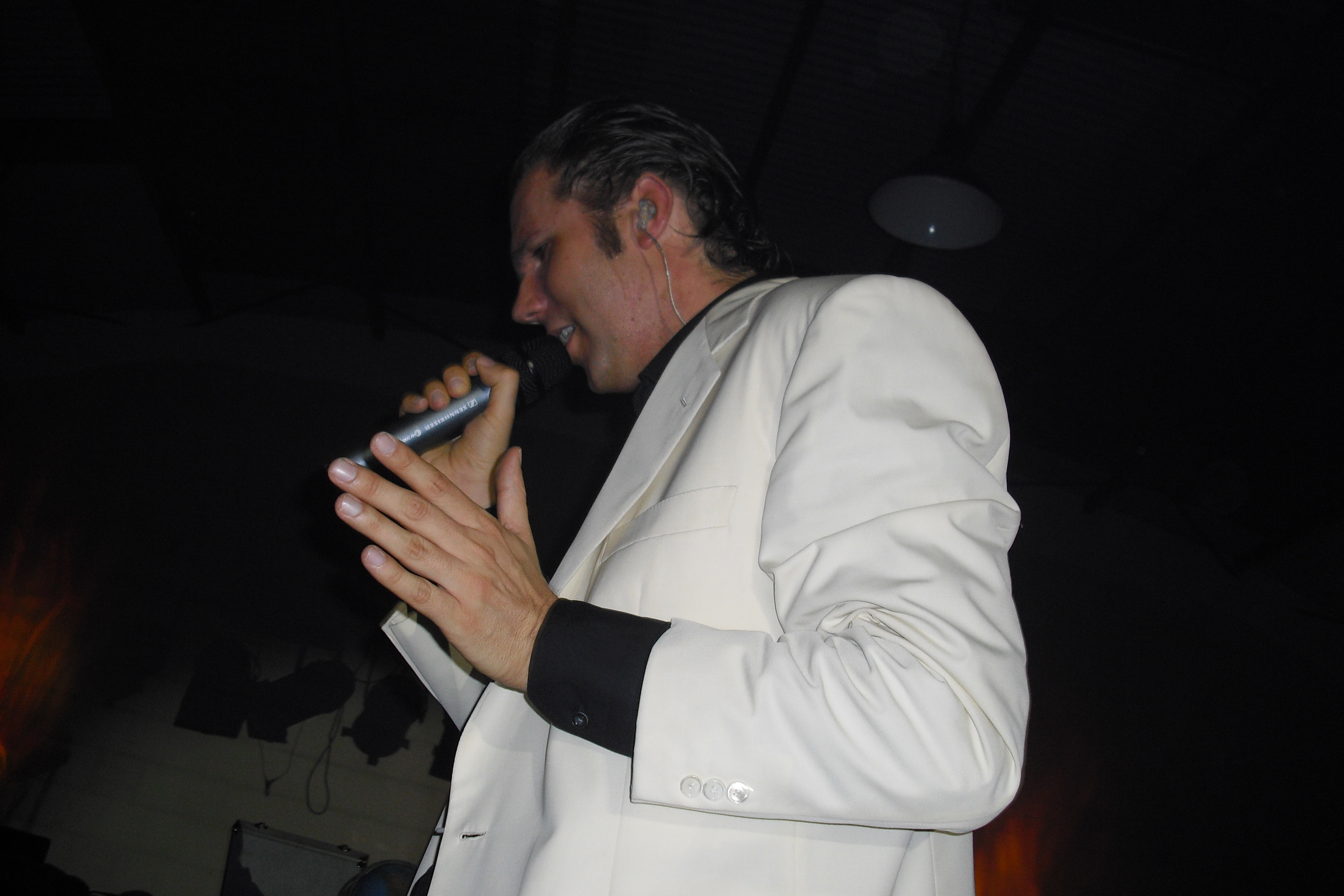
Alexander Marcus bei einem Auftritt in Merseburg (2009)

Seine Musik ist eine Mischung aus moderner, elektronischer Clubmusik und abstrus klingenden, schlagerähnlichen Texten. Er spielt mit der genretypischen Banalität der Texte, indem er z. B. Absurditäten besingt, wie eine fiktive Insel namens Papaya, seine Liebe zu Toast Hawaii, seinem Globus oder einer Kiste. Seine Musik bezeichnet er als Electrolore, eine Wortmischung aus Electro und Folklore. Alexander Marcus übersteigert dabei Klischees der Schlagermusik und ergänzt sie in seinen Musikvideos durch Trash-Artefakte wie einen omnipräsenten Plastikglobus, der den Namen „Globi“ trägt, Sexspielzeug oder Drogenkonsum. Ein wiederkehrendes Detail sind seine Tanzchoreografien, die anders als die bewusste Billigvideo-Ästhetik professionell präsentiert werden. Marcus trägt in der Regel als Markenzeichen eine rosa Hose, die er mit weißen Schuhen kombiniert. Die Hose bildet auch das „A“ im Nachnamen des Logos. Ein weiteres Merkmal ist ein breites Lächeln, dessen steife Künstlichkeit in der Presse thematisiert wurde, dazu gegelte Haare. Weitere wiederkehrende Details sind ein über den Schultern geknoteter Pullover, Jacketts in grellen Farben und mit diversen Mustern oder eine ordenverzierte Fantasie-Offiziersjacke.

## Kinofilm
Am 27. Januar 2009 gründete Marcus mit Jarko Nikolitsch die Firma JAFE Entertainment UG, welche für den Vertrieb von Merchandising, Eventmanagement und Produktion seines Films Glanz & Gloria zuständig ist.
Vor Verwirklichung der Dreharbeiten konnten Fans via Internet-Voting den Filmtitel mitbestimmen. Der Film wurde zwischen Juli und August 2011 gedreht und kam am 31. Mai 2012 in die deutschen Kinos. Der zugehörige Soundtrack wurde am 6. Januar 2012 veröffentlicht.

## Diskografie

### Studioalben
| Jahr | Titel Musiklabel              | Höchstplatzierung, Gesamtwochen, AuszeichnungChartsChartplatzierungen (Jahr, Titel, Musiklabel, Platzierungen, Wochen, Auszeichnungen, Anmerkungen) | Anmerkungen                             |
| Jahr | Titel Musiklabel              | DE | Anmerkungen                             |
| ---- | ----------------------------- | --- | --------------------------------------- |
| 2008 | Electrolore Kontor Records    | DE63 (2 Wo.)DE | Erstveröffentlichung: 6. Juni 2008      |
| 2009 | Mega Kontor Records           | — | Erstveröffentlichung: 16. Oktober 2009  |
| 2012 | Glanz & Gloria Kontor Records | DE89 (1 Wo.)DE | Erstveröffentlichung: 6. Januar 2012    |
| 2014 | Kristall Kontor Records       | DE64 (1 Wo.)DE | Erstveröffentlichung: 3. Oktober 2014   |
| 2019 | Pharao Kontor Records         | DE31 (1 Wo.)DE | Erstveröffentlichung: 30. August 2019   |
| 2023 | Robotus Kontor Records        | DE20 (1 Wo.)DE | Erstveröffentlichung: 8. September 2023 |

### Kompilationen
| Jahr | Titel Musiklabel                                           | Höchstplatzierung, Gesamtwochen, AuszeichnungChartsChartplatzierungen (Jahr, Titel, Musiklabel, Platzierungen, Wochen, Auszeichnungen, Anmerkungen) | Anmerkungen                          |
| Jahr | Titel Musiklabel                                           | DE | Anmerkungen                          |
| ---- | ---------------------------------------------------------- | --- | ------------------------------------ |
| 2017 | 10 Jahre Electrolore – Das ultimative Album Kontor Records | DE50 (1 Wo.)DE | Erstveröffentlichung: 28. April 2017 |

Weitere Kompilationen
- 2018: Magic Galactic Megamix (Kontor Records)

### Singles
| Jahr | Titel Album                     | Höchstplatzierung, Gesamtwochen, AuszeichnungChartsChartplatzierungen (Jahr, Titel, Album, Platzierungen, Wochen, Auszeichnungen, Anmerkungen) | Anmerkungen                                                               |
| Jahr | Titel Album                     | DE | Anmerkungen                                                               |
| ---- | ------------------------------- | --- | ------------------------------------------------------------------------- |
| 2008 | Florida Lady Atzen Musik Vol. 1 | DE89 (1 Wo.)DE | Erstveröffentlichung: 19. September 2008 Die Atzen feat. Alexander Marcus |

Weitere Singles
- 1998: Glittersuits (als Felix Rennefeld)
- 1999: Fantastic (als Felix Rennefeld)
- 1999: Boogie Freak (als Felix Rennefeld)
- 2000: Star Rider (als Felix Rennefeld)
- 2002: Game Over (als Felix Rennefeld)
- 2002: The Max (als Felix Rennefeld)
- 2004: Get Up / My Beat (als Felix Rennefeld)
- 2004: Sports (als Felix Rennefeld)
- 2007: 1, 2, 3
- 2007: Papaya
- 2008: Spiel, Satz und Sieg
- 2008: Sei kein Frosch (feat. B-Tight)
- 2009: Hawaii Toast Song
- 2009: Guten Morgen
- 2011: Soldaten der Liebe
- 2011: Pitschi Pitschi Popo
- 2012: Glanz und Gloria
- 2012: Disco La Cola
- 2013: Danke Schön (feat. Bela B)
- 2014: Hundi
- 2014: Elektriker
- 2015: Auf Jeden
- 2017: Schwachkopf Manfred
- 2019: Krass superschön
- 2019: Rastafari
- 2019: Ich will verreisen
- 2019: Explosion
- 2021: Heike
- 2023: Italia
- 2023: Reissverschluss klemmt
- 2025: Matthäus

### Gastbeiträge
- 2008: Tanz den Tanz (auf dem Die-Türen-Remix-Album Booty)
- 2008: Florida Lady (auf Atzen Musik Vol. 1 von Die Atzen, Die Atzen feat. Alexander Marcus)
- 2009: Nessaja (auf Hands on Scooter von Scooter)
- 2015: Selber machen lassen (auf Niveau weshalb warum von Deichkind)
- 2019: Party 2 (auf Wer sagt denn das? von Deichkind)
- 2023: Samurai (Romano feat. Alexander Marcus)
- 2024: Musik (Alligatoah feat. Alexander Marcus)
- 2025: Sternweh (257ers feat. Alexander Marcus)

### Videoalben
- 2013: Live in Berlin (JAFE Entertainment UG, aufgenommen am 15. Dezember 2012 im Astra Kulturhaus Berlin[12])

## Musikvideos
Zu vielen seiner Lieder wurden Musikvideos veröffentlicht, welche durch ihre Skurrilität erheblich zur Verbreitung der Musik beitrugen.
- 2006: Ciao Ciao Bella
- 2007: 1, 2, 3
- 2007: Papaya
- 2008: Spiel, Satz und Sieg
- 2008: Sei kein Frosch (feat. B-Tight)
- 2009: Homo Dance
- 2009: Hawaii Toast Song
- 2009: Mega (live)
- 2010: Karussell
- 2011: Soldaten der Liebe
- 2011: Pitschi Pitschi Popo
- 2012: Glanz und Gloria
- 2012: Disco La Cola
- 2013: Danke Schön (feat. Bela B)
- 2014: Hundi
- 2014: Papaya (feat. Blaskapelle)[14]
- 2014: Elektriker
- 2015: Auf Jeden
- 2017: Der Maya Mate Song[15]
- 2017: Schwachkopf Manfred
- 2019: Rastafari
- 2019: Ich will verreisen
- 2020: Schwimm nicht so weit
- 2021: Heike
- 2023: Italia
- 2023: Reißverschluss klemmt
- 2024: Musik (feat. Alligatoah)
- 2025: Matthäus
- 2025: Sternweh (feat. 257ers)